# Oermter Berg
Der Oermter Berg ist 68 Meter hoch und liegt zwischen den Gemeinden Issum, Rheurdt und Kamp-Lintfort am Niederrhein. Er gehört zum Schaephuysener Höhenzug als Teil des Niederrheinischen Höhenzuges und ist ein touristischer Anziehungspunkt der Region mit jährlich etwa 150.000 Besuchern.

## Entstehung
Der Oermter Berg entstand am Ende der Saaleeiszeit vor etwa 150.000 Jahren. Das aufgeschichtete Geröll, welches die Gletscher, von Skandinavien kommend, vor sich her- und mitschoben, blieb nach Abtauen der Gletscher in Form einer Endmoräne zurück.

## Geschichte
Der Oermter Berg wird 1345 in der geldrischen Landesrechnung als Weinanbaugebiet der Mönche aus der benachbarten Zisterzienserabtei Kloster Kamp erwähnt. Trotz minderer Qualität fand ein Anbau bis ins 16. Jahrhundert statt. Die Terrassen sind an der Südseite noch heute gut sichtbar erhalten.
Der Kreis Moers erwarb den Berg im Jahre 1900, um ihn zum Ausbau sozialer Einrichtungen zu nutzen. Zu diesem Zweck wurde 1922 ein Kindererholungsheim gebaut und der Oermter Berg seit 1920 von den Moerser Kreisbahn angefahren. In den folgenden Jahren wurde der Erholungspark weiter ausgebaut. Die ersten Tiergehege wurden 1935 angelegt. Der Tier- und Erholungspark wurde bekannt und die Besucherzahlen stiegen. Der Zweite Weltkrieg warf die Entwicklung zur Ausflugsstätte zurück. Der Tierpark musste aufgegeben werden.
Nur die vordringlichsten Aufräumarbeiten konnten durchgeführt werden und erst 1953 wurde mit dem Aufbau des Oermter Bergs als Volkspark begonnen. Der Wald auf dem Berg sollte naturbelassen wachsen und wurde von standortfremder Vegetation freigehalten. Es wurden zwei Wildgehege für Damwild und Rotwild angelegt. Im Jahr 1962 wurde in einem Gebäude am Rande des Oermter Bergs die Dauerausstellung „Wald und Wild am Niederrhein“ eingerichtet. Am 18. November 1984 wurde auf dem Oermter Berg ein Heiligtum der Schönstatt-Bewegung eingeweiht.
1991 ging das Eigentum an den Freizeitflächen vom Kreis Wesel auf den Kreis Kleve über. Zusammen mit den Gemeinden Issum und Rheurdt, denen die Parkplatzflächen am Oermter Berg gehören, traf der neue Eigentümer am 26. Oktober 1994 in einer öffentlich-rechtlichen Vereinbarung vertragliche Regelungen für den Betrieb, den Erhalt, die Unterhaltung und Pflege der Freizeitanlage Oermter Berg. Da das Ausstellungsgebäude und die Tierpräparate in nicht mehr nutzbarem Zustand waren, musste die Dauerausstellung nach über 30 Jahren trotz bestehenden Interesses aufgegeben werden. Als Ersatz wurde 2000 in der neugebauten Bürgerbegegnungsstätte die „Naturkundliche Sammlung Niederrhein“ eingerichtet. Vor dem Hintergrund des Oermter Bergs wird hier die Entwicklung der Region von der Eiszeit bis zur industriellen Erschließung dargestellt. Dabei werden die Beeinflussungen der Natur durch den Menschen und die Probleme des Naturschutzes thematisiert. Das benachbarte Naturschutzgebiet Fleuthkuhlen wird durch mehrere Großaquarien mit einheimischen Fischen dargestellt, die in eine Flusslandschaft eingebunden sind.

## Attraktionen
- Bürgerbegegnungsstätte mit der „Naturkundlichen Sammlung Niederrhein“
- Grillhäuser
- Kinderspielplatz
- Muffelwild-, Damwild- und Rotwildgehege
- Restaurant Haus Oermterberg
- Schönstatt-Zentrum